# Juha Riihijärvi
Juha Riihijärvi (* 15. Dezember 1969 in Keminmaa) ist ein ehemaliger finnischer Eishockeyspieler, der zuletzt beim HC Bozen in der italienischen Serie A1 unter Vertrag stand. Sein Sohn Alexis ist ebenfalls ein Eishockeyspieler.

## Karriere
Juha Riihijärvi begann seine Karriere bei Oulun Kärpät, wo er vier Saisonen unter Vertrag stand (zwei Jahre in der ersten finnischen Liga und zwei in der Zweiten). 1991 wechselte er nach JYP Jyväskylä, wo er einen Zweijahresvertrag unterschrieb. Für die Saison 1993/94 wechselte er in die American Hockey League, wo er für die Cape Breton Oilers stürmte. Bereits im folgenden Jahr kehre er wieder nach Finnland zurück und unterschrieb einen Vertrag mit Rauman Lukko, bei welchen er dann auch das kommende Jahr ausharrte. 1996 gelang ihm nach einer guten Vorstellung in der finnischen Nationalmannschaft der Sprung in die erste schwedische Liga. Dort stürmte er acht Jahre für Malmö Redhawks. In der Saison 2004/05 wechselte er in die National League B zum EHC Basel. In der gleichen Saison bestritt er auch zwei Spiele in der ersten Liga in der Schweiz für HC Ambrì-Piotta. 2005 bis 2007 spielte er für die Malmö Redhawks. 2007 wechselte er nach Dänemark zu Rødovre Mighty Bulls, wo er es in 50 Spielen auf 65 Scorerpunkte brachte. Auch in Österreich machte Juha Riihijärvi Halt: er spielte in der Saison 2008/09 für die Vienna Capitals. Im Sommer 2009 wechselte er in die italienische Serie A1, wo er mit dem HC Bozen einen Vertrag einging. Im Anschluss an diese Spielzeit beendete der Finne seine Spielerlaufbahn.

### International
Für Finnland nahm Juha Riihijärvi an den Weltmeisterschaften 1992, 1993 sowie 1996 teil.

## Erfolge und Auszeichnungen
| - 1992 Finnischer Vizemeister mit JYP Jyväskylä - 1992 Silbermedaille bei der Weltmeisterschaft - 1993 All-Star-Team der SM-liiga - 1993 Kultainen kypärä - 1996 All-Star Team in der SM-liiga - 1996 Lasse-Oksanen-Trophäe - 1996 Aarne-Honkavaara-Trophäe | - 1996 Kultainen kypärä - 1996 Veli-Pekka-Ketola-Trophäe - 1997 Topscorer der Elitserien - 2000 Elitserien All-Star Game - 2000 Topscorer der Elitserien - 2001 Elitserien All-Star Game - 2006 Meister der HockeyAllsvenskan und Aufstieg in die Elitserien mit Malmö Redhawks |

## Karrierestatistik
(Legende zur Spielerstatistik: Sp oder GP = absolvierte Spiele; T oder G = erzielte Tore; V oder A = erzielte Assists; Pkt oder Pts = erzielte Scorerpunkte; SM oder PIM = erhaltene Strafminuten; +/− = Plus/Minus-Bilanz; PP = erzielte Überzahltore; SH = erzielte Unterzahltore; GW = erzielte Siegtore; 1 Play-downs/Relegation; Kursiv: Statistik nicht vollständig)